# Amphixystis hypolampes
Amphixystis hypolampes är en fjärilsart som beskrevs av Turner 1923. Amphixystis hypolampes ingår i släktet Amphixystis och familjen äkta malar. Inga underarter finns listade i Catalogue of Life.